# 32-й армійський корпус (Третій Рейх)
XXXII-й (32-й) армі́йський ко́рпус (нім. XXXII. Armeekorps) — армійський корпус Вермахту за часів Другої світової війни.

## Історія
XXXII командування особливого призначення було сформоване 15 жовтня 1939 року; вдруге, вже як XXXII-й армійський корпус був створений 26 березня 1945 у Штеттіні в II військовому окрузі (нім. Wehrkreis II).

## Райони бойових дій
- Німеччина (березень — травень 1945).

## Командування

### Командири
- генерал від інфантерії Фрідріх-Август Шак (нім. Friedrich-August Schack) (24 березня — 17 квітня 1945).

## Бойовий склад 32-го армійського корпусу
- 281-ша піхотна дивізія (281. Infanterie-Division);
- 549-та фольксгренадерська дивізія (549. Volks-Grenadier-Division);
- Фортечна дивізія «Штеттін» (Festungs-Division Stettin);
- Бойова група «Вог» (Kampfgruppe Voigt).